# Castelo de Noudar
Castelo de Noudar er en fæstning som ligger i Barrancos, i regionen Alentejo, i Portugal. Den portugisiske konge Dinis I startede byggeriet af fæstningen i 1303.
38°10′40″N 7°03′46″V / 38.1778°N 7.0628°V